# Cake - Ti amo, ti mollo... ti sposo
Cake - Ti amo, ti mollo... ti sposo (Cake) è un film commedia del 2005, diretto da Nisha Ganatra e interpretato da Heather Graham, David Sutcliffe, Taye Diggs, Sandra Oh e Cheryl Hines.

## Trama
Philippa McGee è l'unica figlia di un pezzo grosso dell'editoria e lavora come giornalista freelance, girando il mondo e saltando da un letto all'altro. La donna si dichiara, infatti, una fervente femminista che crede nell'emancipazione, screditando invece i fiori d'arancio agognati da molte donne.
Chiamata affettuosamente Pippa, la protagonista farà ritorno in America per il matrimonio di un'amica di vecchia data e non potrà ripartire poiché l'attacco cardiaco di suo padre la costringerà a restare. Da sempre incastrata in un rapporto conflittuale e freddo con la figura paterna, Pippa, esternamente una donna vitale e combattiva nasconde in realtà il trauma di non aver ricevuto l'affetto e le attenzioni negatele da un padre troppo concentrato col suo lavoro. A ciò si aggiunge il suo stile di vita, così privo di radici e progettualità che convince il padre a crederla un'incapace. Pur di dimostrare a quest'ultimo l'esatto contrario, Pippa accetterà di dirigere (quasi per beffa del destino) una rivista che si occupa di organizzazione di matrimoni intitolata Campane a Nozze (Wedding Bells). pur detestando i matrimoni e non avendo mai svolto il ruolo di direttrice di una testata.
Tra i membri della redazione spicca da subito il giovane Ian, manager divorziato che aveva conosciuto Pippa al matrimonio dell'amica mentre cercava il suo reggiseno lanciato nello stagno. I due si riconoscono e quasi subito scatta un'attrazione reciproca che però verrà più volte frenata dalle loro profonde divergenze caratteriali: Ian è pacato, introspettivo e amante dell'ordine e della stabilità, mentre Pippa sfoggia una personalità del tutto caotica e libertina. Ciò che affascina Ian è, tuttavia, la spigliatezza con cui Pippa esprime le proprie idee e i propri dissensi circa un'istituzione sociale che lei stessa definisce "la tomba dell'amore".
Con non poco attrito con il resto della redazione, la donna riuscirà a emergere come figura dirigenziale talentuosa e capace oltre che sorprendentemente creativa, stupendo suo padre e innamorandosi, contro i suoi stessi programmi, del bel Ian. Una serie di peripezie contorneranno comicamente la richiesta di perdono da parte di McGee Senior e la reciproca dichiarazione dei due giovani, ormai chiaramente innamorati.